# Ann McLaughlin Korologos
Ann McLaughlin Korologos, nacida como Ann Marie Lauenstein, anteriormente conocida como Ann Dore McLaughlin (Chatham, Nueva Jersey; 16 de noviembre de 1941-Salt Lake City; 30 de enero de 2023) fue una estadista, política y empresaria estadounidense que se desempeñó como secretaria de Trabajo de los Estados Unidos entre 1987 y 1989.

## Biografía

### Educación
Nació en Chatham, Nueva Jersey, Estudió en Saint Patrick School, Academy of Saint Elizabeth, Marymount College, Tarrytown de Fordham University, donde pasó un año estudiando en el extranjero en la Universidad de Londres, y obtuvo un EMBA de Wharton School en la Universidad de Pensilvania en 1988.
Estudió en la escuela de San Patricio, en la Academia Santa Isabel, el colegio Marymount, en la Universidad de Fordham, donde pasó un año estudiando en el extranjero en la Universidad de Londres, y obtuvo una maestría en administración de Empresas en la Universidad de Pensilvania, en 1988.
Recibió títulos honoríficos de Marymount, la Universidad de Rhode Island, la Facultad de Derecho de Nueva Inglaterra, el Colegio de Santa Isabel y la Universidad Tri-State.

### Carrera
Entre 1990 y 1995, fue directora del Concejo Municipal Federal, un grupo de líderes empresariales, cívicos, educativos y de otro tipo interesados en el desarrollo económico en Washington D. C. Entre 1996 y 2000, fue presidenta del Instituto Aspen. Entre 2000 y 2006 formó parte de la junta directiva de Microsoft, a la que renunció.
Se desempeñó como miembro de la junta directiva de varias empresas, incluidas Fannie Mae, Vulcan Materials Company y Kellogg Company, y de 2004 a 2009 se desempeñó como presidenta de la junta directiva de RAND Corporation.